# Daf Sar
 (janvier 2017).
Daf Sar (en persan : دافسار) est un village dans la Province de Gilan, en Iran. Lors du recensement de 2006, le village comptait 527 habitants, parmi 140 familles.